# Weigelien
Die Pflanzengattung Weigelien (Weigela, Syn.: Weigelia) gehört heute zur Unterfamilie Diervilloideae in der Familie der Geißblattgewächse (Caprifoliaceae). Die Gattung Weigelien (Weigela) enthält etwa zehn Arten. Man schätzt die Zahl der Sorten auf 150 bis 200, die als Ziergehölze in Parks und Gärten verwendet werden.

## Beschreibung

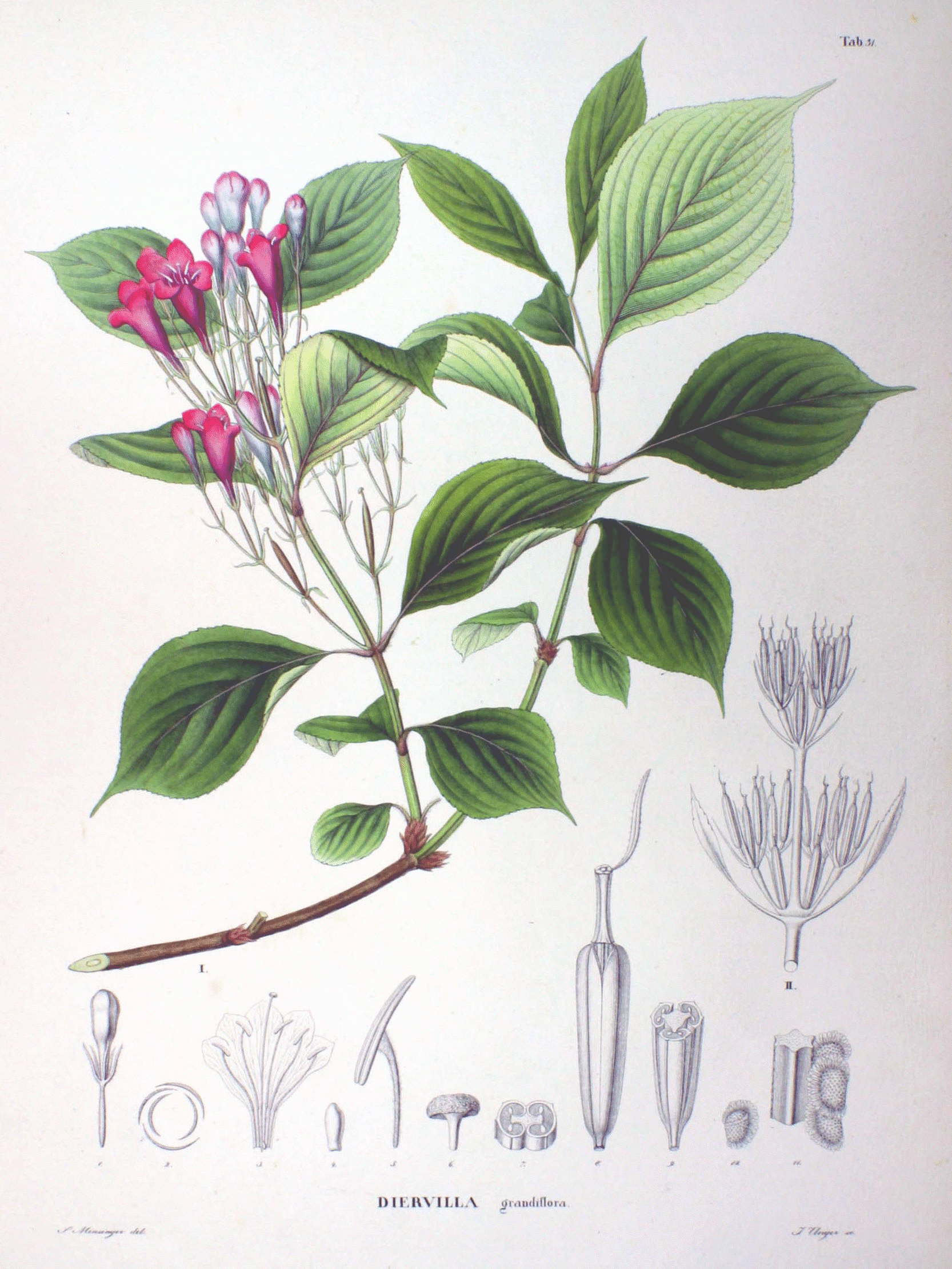
Illustration von Weigela coraeensis

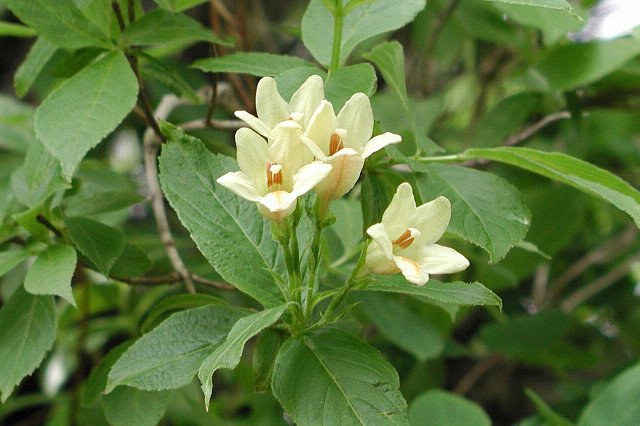
Gold-Weigelie (Weigela middendorffiana)

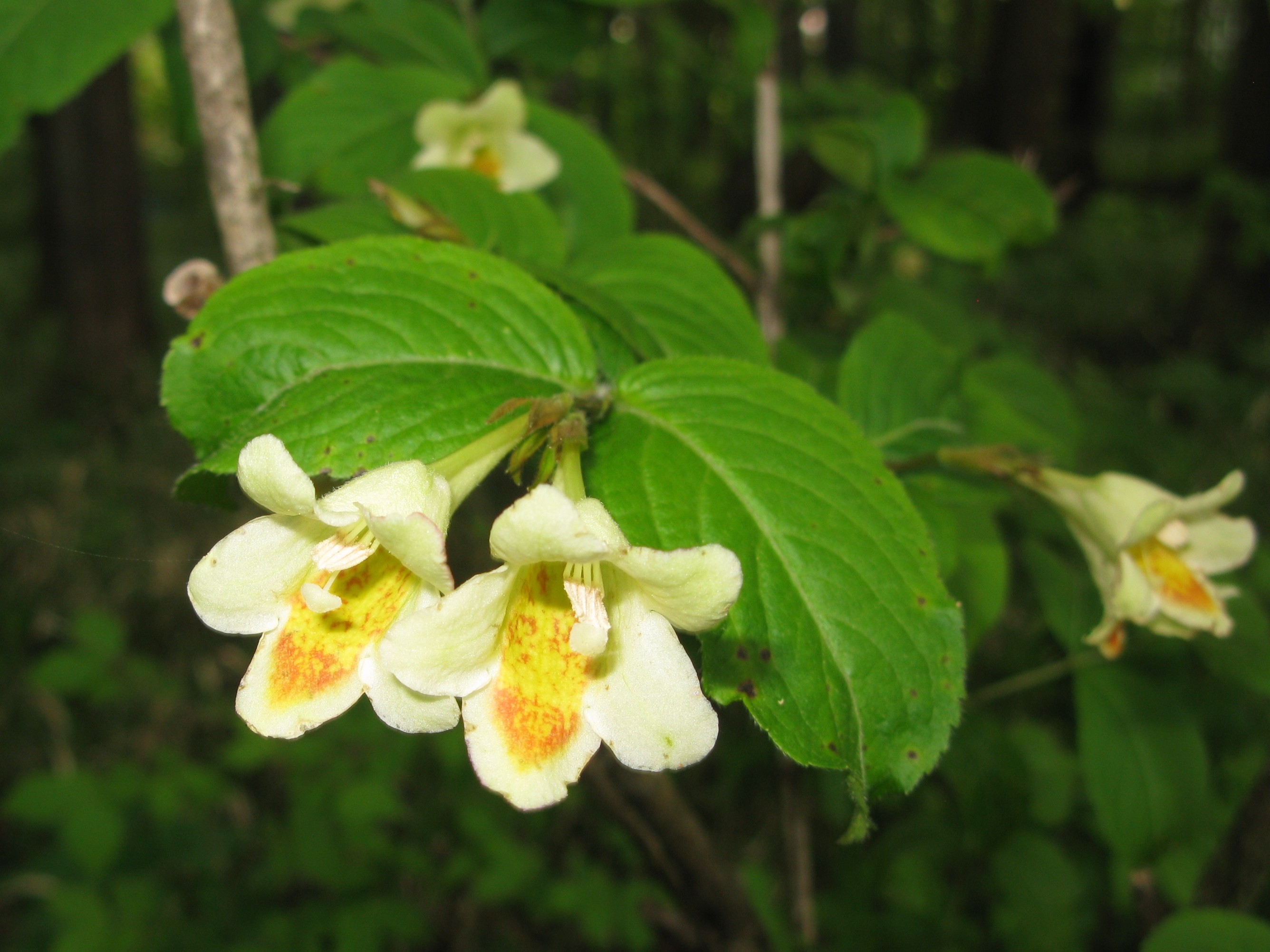
Gegenständige Laubblätter und Blüten von Weigela maximowiczii

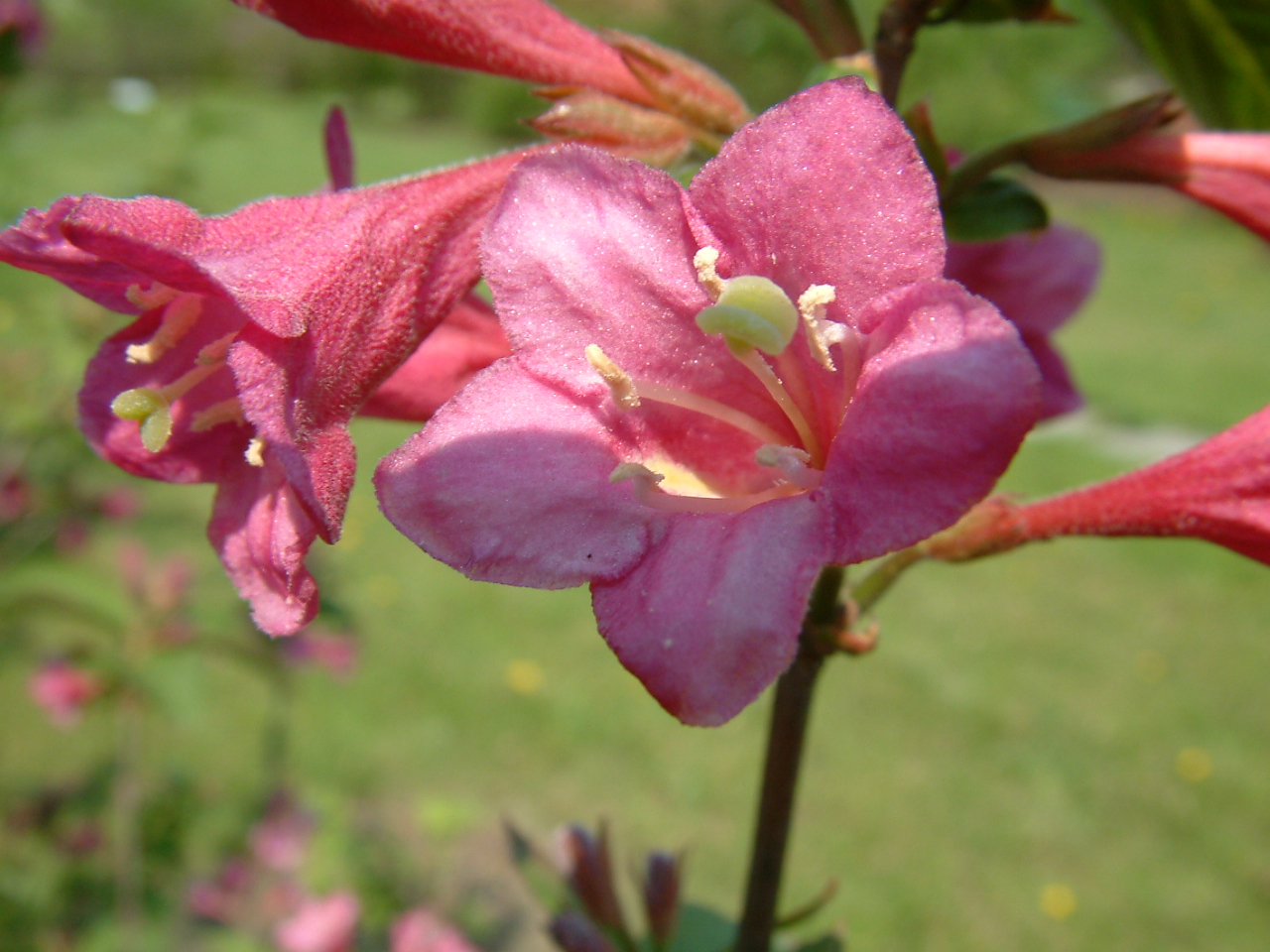
Blüten von Weigela praecox

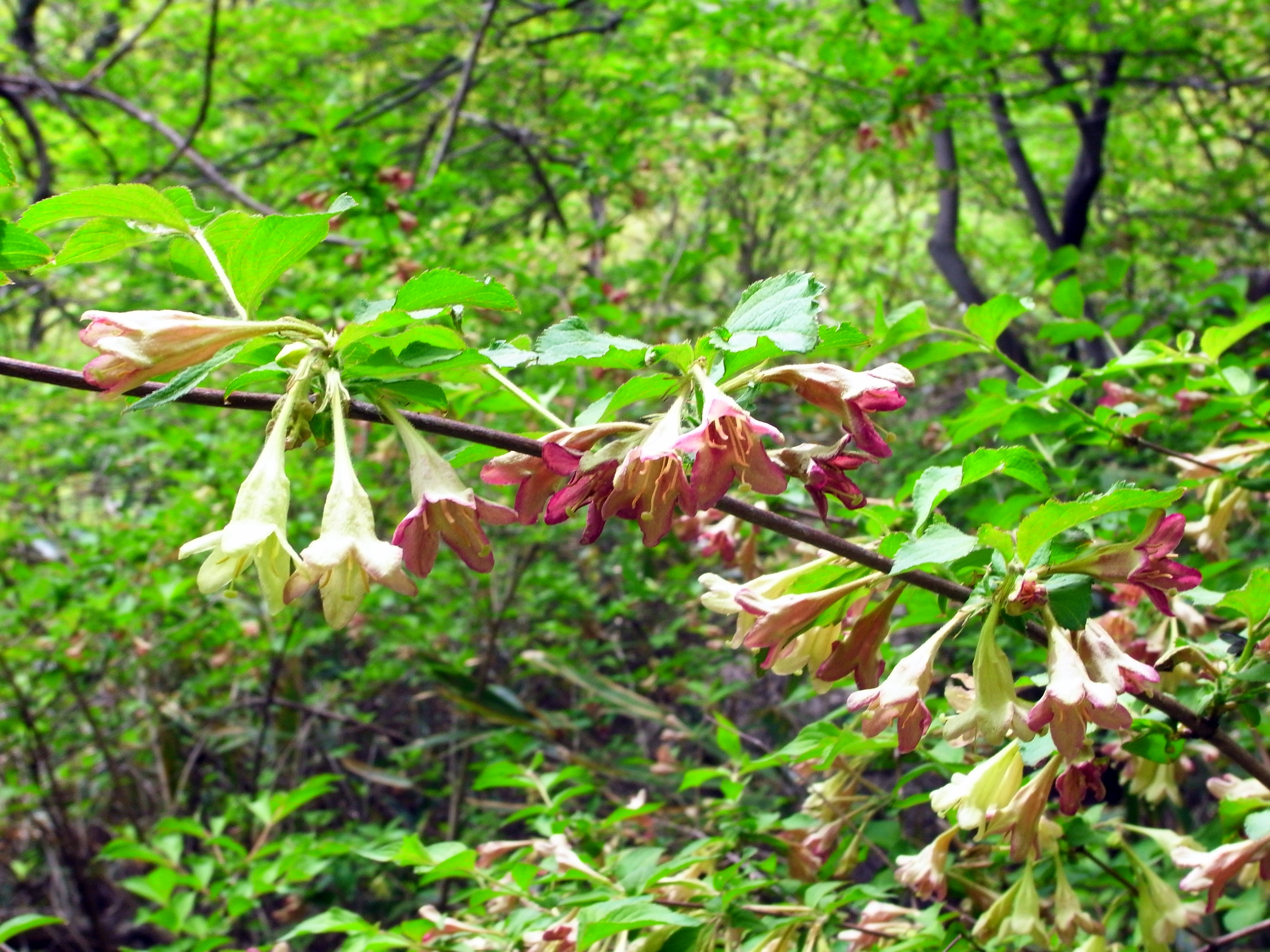
Zweig mit gegenständigen Laubblättern und Blüten von Weigela subsessilis

### Erscheinungsbild und Blätter
Weigelia-Arten sind laubabwerfende Sträucher. Die jungen Zweige sind leicht kantig und besitzen eine unterschiedlich flaumig behaarte Rinde.
Die gegenständig an den Zweigen angeordneten Laubblätter sind gestielt oder fast sitzend. Die einfache Blattspreite besitzt gesägte Blattränder. Nebenblätter sind nicht vorhanden. Die Winterknospen besitzen mehrere Knospenschuppen.

### Blütenstände und Blüten
Die Blütenstände können endständig an den Zweigen, in den Blattachseln oder an kurzen Seitenzweigen angeordnet sein. Meist stehen zwei bis sechs Blüten in einem zymösen Blütenstand beisammen oder die Blüten stehen einzeln.
Die zwittrigen Blüten sind fünfzählig mit doppelter Blütenhülle. Die fünf Kelchblätter sind an ihrer Basis oder höchstens bis zur Mitte ihrer Länge zu einer schmalen, zylindrischen Röhre verwachsen, die mit fünf Kelchzipfeln endet. Die fünf Kronblätter miteinander glocken- oder trichterförmig verwachsen, wobei die Kronröhre an ihrer Basis schmal ist und sich plötzlich verbreitert. Die fünf Kronlappen sind nur fast gleich. Die Farbe der Kronblätter ist weiß, rosa bis karminrot (hellgelb bei Weigela middendorfiana). Die fünf Staubblätter sind bis zur Mitte der Kronblattröhre mit dieser verwachsen, sie schauen je nach Art aus der Blütenröhre ein wenig heraus oder befinden sich oben an ihrem Saum. Der unterständige Fruchtknoten ist zweikammrig. Der schlanke Griffel endet in einer rundlichen oder zweigeteilten Narbe und ragt weit aus der Blütenröhre heraus.

### Früchte und Samen
Die ledrigen oder holzigen Kapselfrüchte enthalten zahlreiche kleine Samen. Die Samen sind ungeflügelt oder besitzen einen schmalen Flügel.

## Systematik und Verbreitung
Die Gattung Weigela wurde 1780 von Carl Peter Thunberg aufgestellt. Der Gattungsname Weigela ehrt den deutsch-schwedischen Arzt, Botaniker und Chemiker Christian Ehrenfried von Weigel (1748–1831). Die nächst verwandte Gattung ist Diervilla, mit der zusammen sie die Unterfamilie Diervilloideae bildet.
Weigelien sind im Nordosten Asiens verbreitet, in Japan, Korea, China und im fernen Osten Russlands.
Es gibt etwa zehn Arten in der Gattung Weigela
- Weigela coraeensis Thunb. (Syn.: Diervilla coraeensis (Thunb.) DC., Diervilla coraeensis f. alba Voss, Weigela coraeensis f. alba (Voss) Rehder): Sie kommt nur im östlichen-zentralen Teil der japanischen Insel Honshu vor.[5]
- Nikko-Weigelie (Weigela decora (Nakai) Nakai, Syn.: Diervilla decora Nakai): Sie kommt nur auf den japanischen Inseln Honshu, Kyushu sowie Shikoku vor.[5]
- Reichblütige Weigelie (Weigela floribunda (Sieb. & Zucc.) K.Koch, Syn.: Diervilla floribunda Sieb. & Zucc., Weigela floribunda var. versicolor auct.): Sie kommt nur auf den japanischen Inseln südliches Honshu sowie Shikoku vor.[5]
- Liebliche Weigelie (Weigela florida (Bunge) A.DC., Syn.: Calysphyrum floridum Bunge, Diervilla florida (Bunge) Sieb. & Zucc. Weigela pauciflora DC., Weigela rosea Lindl.): Sie ist in Japan, Korea und in den chinesischen Provinzen Hebei (unsicher), Heilongjiang, Henan, nördlichen Jiangsu, Jilin, Liaoning, Nei Mongol, Shaanxi, nördlichen Shandong sowie Shanxi verbreitet.[1]

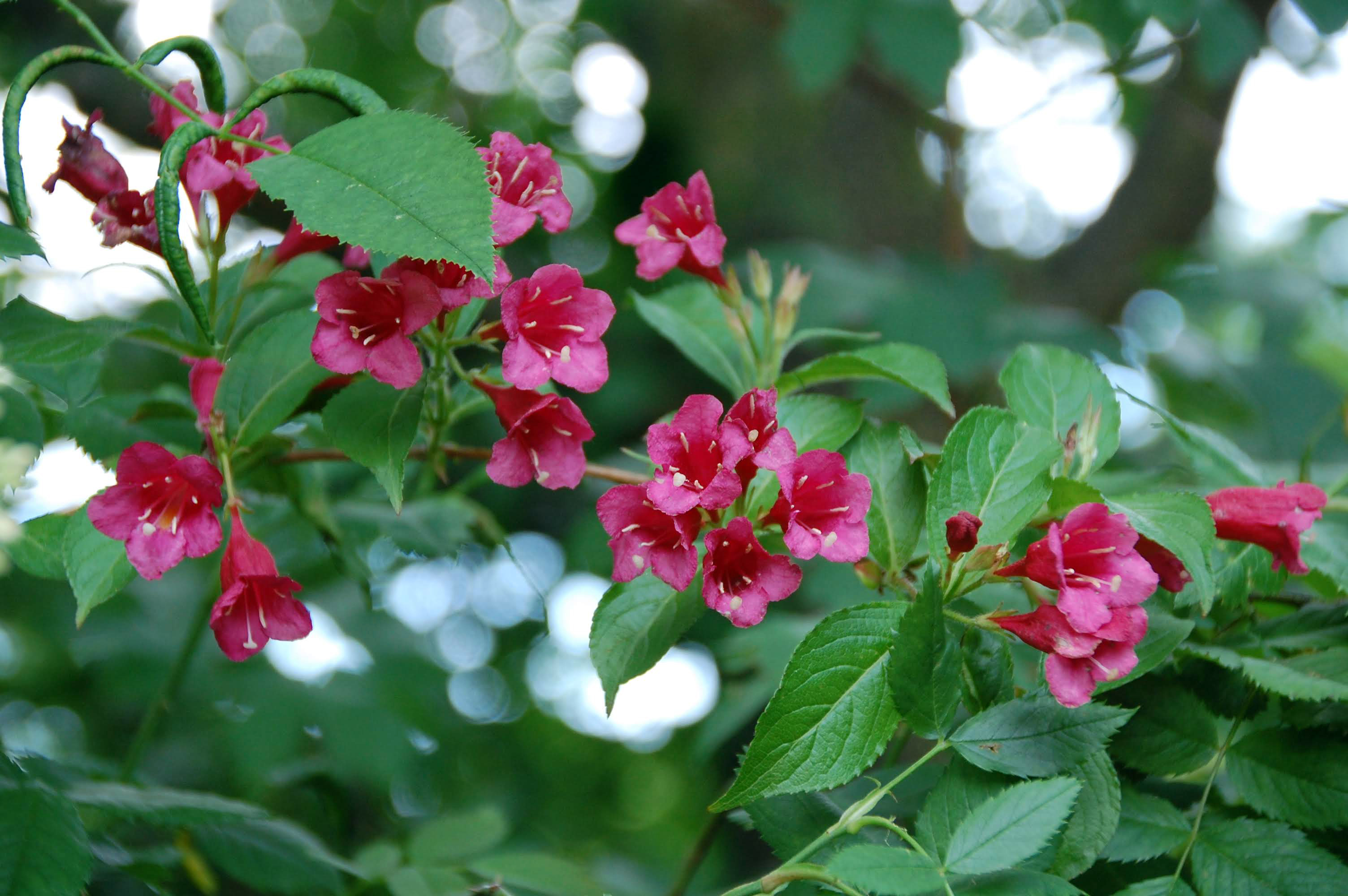
Liebliche Weigelie

- Garten-Weigelie (Weigela hortensis (Sieb. & Zucc.) K.Koch, Syn.: Diervilla hortensis Siebold & Zucc.): Sie kommt nur auf den japanischen Inseln Honshu sowie Hokkaidō vor.[5]
- Japanische Weigelie (Weigela japonica Thunb., Syn.: Diervilla floribunda var. versicolor (Sieb. & Zucc.) Rehder, Diervilla japonica (Thunb.) DC., Diervilla versicolor Sieb. & Zucc.): Sie ist in China, Japan und Korea weitverbreitet.[1]
- Maximowiczs Weigelie (Weigela maximowiczii (S.Moore) Rehder, Syn.: Calyptrostigma maximowiczii (S.Moore) Makino, Diervilla maximowiczii (S.Moore) Makino, Diervilla middendorffiana var. maximowiczii S.Moore): Sie kommt nur auf der japanischen Insel Honshu vor.[5]
- Gold-Weigelie (Weigela middendorffiana (Carrière) K.Koch, Syn.: Diervilla middendorffiana Carrière): Sie ist auf den japanischen Inseln Hokkaidō sowie nördliches Honshu und in Russlands Fernen Osten verbreitet.[5]
- Weigela praecox (Lemoine) L H.Bailey: Sie kommt in Nordkorea und Russlands Fernem Osten vor.[5]
- Weigela subsessilis (Nakai) L.H.Bailey (Syn.: Diervilla subsessilis Nakai): Die Heimat ist Korea.[5]

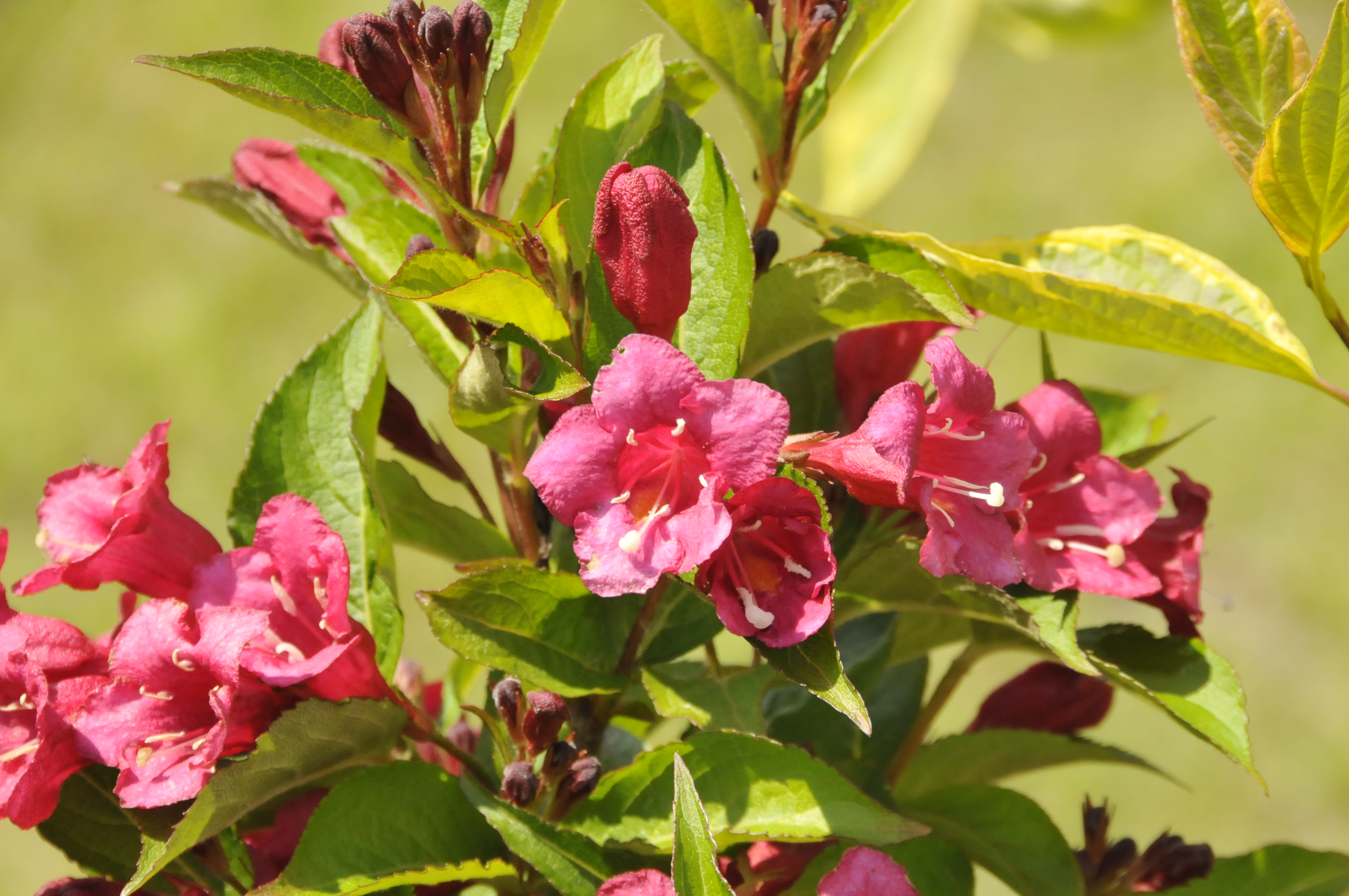
Die rotblühende Weigelien-Sorte 'Bristol Ruby'

## Verwendung und gärtnerische Geschichte
Weigelien werden verbreitet als Ziergehölze kultiviert. Weigela florida wurde 1845 von Robert Fortune eingeführt. Es gibt zahlreiche Sorten, die meist etwa 2 Meter Wuchshöhe erreichen. Sie sind nicht anspruchsvoll in Bezug auf den Boden und ertragen Abgase und Stadtklima. Blütezeit ist der Frühsommer, oft erfolgt später eine schwächere Nachblüte. Ein Rückschnitt gleich nach der Blüte verhindert ein frühes Vergreisen der Sträucher.
Zurzeit gibt es in Europa eine bekannte, große Schau-Sammlung:
- Sheffield – dort in der National Plant Collection des Botanischen Gartens

Außerdem besteht seit 1997 der Weigela-Sichtungsgarten in Buckow (Märkische Schweiz) in Brandenburg.